# Aloys Kennerknecht
Aloys Kennerknecht (* 25. März 1904 in St. Ingbert; † 16. Dezember 1972 in Mainz) war ein deutscher Stenograf.

## Leben und Werk
Benannt wurde Aloys Kennerknecht nach seinem Großvater mütterlicherseits, Alois Sieber (1844–1899) aus Schwarzenberg (Vorarlberg). Dieser hatte den Familienhof Stangenach verlassen, um seinen Beruf als Gipsmeister und Stuckateur in Barockkirchen der Bodenseeregion, wie zum Beispiel Birnau, auszuüben. Im Saargebiet führte er dann für die Villen der Industriebarone Stuckarbeiten aus und gründete schließlich in St. Ingbert eine Werkstatt. Außerdem initiierte er in der Stadt einen Zitherclub. Seine Tochter Maria Sieber (1880–1939) heiratete am 20. August 1901 Karl Kennerknecht (1869–1959), gelernter Steinmetz, der die „Bauschule“ besucht hatte (heute einem Architekturstudium entsprechend). Karl war für die Sicherheitsmaßnahmen bei der Grube St. Ingbert zuständig. Der Sohn von Maria und Karl, Aloys Kennerknecht, wurde im Haus 40 der Rischbachstraße in St. Ingbert (damals bayerische Pfalz) geboren. Er hatte vier Schwestern, ein fünftes Schwesterchen starb im ersten Lebensjahr. 
Im Herbst 1920 ging er an das Humanistische Gymnasium nach Münnerstadt. Nach dem Abitur 1923 begann Aloys Kennerknecht ein Studium der Rechts- und Staatswissenschaften in Würzburg, das er jedoch nach einem Semester unterbrechen musste, als sein Vater arbeitslos wurde. Aloys unterstützte seine Familie ab Herbst 1923 zwei Jahre lang finanziell mit seiner Anstellung als Stenograf bei der Saarkorrespondenz in Saarbrücken. Mit Beginn des Wintersemesters 1925/26 ging er zum Studium nach München. Ab 1926 war er Mitglied der katholischen Studentenverbindung KDStV Aenania München. 1926 nahm er einen Studienfachwechsel vor und schrieb sich für Neuphilologie (Romanistik, Anglistik) ein. Nach drei Semestern hatte er die erforderlichen Examensscheine erworben und ging für drei Semester an die Sorbonne in Paris. Eine Unterkunft fand er dort in der Rue Monge Nr. 67. Seine Kenntnisse der Stenografie, die auf der Gabelsberger-Kurzschrift basierten, erweiterte er durch das Erlernen des französischen Kurzschriftsystems von Ernest Roy und Paul Fleury (Prévost-Delaunay).
Seine Dissertation verfasste Aloys Kennerknecht in München zum Thema „Die französische Kurzschrift. Prévost-Delaunay philologisch untersucht“ (1930 publiziert). Im Wintersemester 1930/31 legte er die Zweite Staatsprüfung ab (Studienassessor). Am 15. April 1931 trat er eine Stelle als Lehrer an der Deutschen Blindenstudienanstalt in Marburg an. Zum 1. Januar 1937 wurde er nach München versetzt, als Studienassessor für Französisch und Englisch an einem Humanistischen Mädchengymnasium. 1939 erfolgte die Versetzung an die Städtische Wirtschaftsaufbauschule München. Ab 1947 war er am neu gegründeten Auslands- und Dolmetscherinstitut der Johannes Gutenberg-Universität Mainz in Germersheim als Akademischer Oberrat für fremdsprachige Kurzschrift tätig. Dort lehrte er unter anderem deutsche, französische, englische, russische, spanische, portugiesische, italienische und schwedische Stenografie. Um bei Übungsdiktaten im Stenografieunterricht die richtige Geschwindigkeit einhalten zu können, entwickelte er die Spezialdiktatuhr „Stenostop“, die bei der Uhrenfabrik Adolf Hanhart hergestellt und fast 50 Jahre lang (1958–2007) vertrieben wurde.
Für das Zweite Vatikanische Konzil (1962–1965) in Rom erarbeitete er zusammen mit Alphons Kloos und dem Theologiestudenten Albrecht Kronenberger eine Anpassung der in Deutschland gebräuchlichen Deutschen Einheitskurzschrift an die lateinische Sprache. Er wurde beauftragt, die Lateinstenografen des Konzils auszubilden. So unterrichtete er 42 Studenten, die aus den römischen Priesterseminarien ausgewählt worden waren. Papst Johannes XXIII. verlieh ihm als Dank den Silvesterorden, der Bundespräsident das Bundesverdienstkreuz 1. Klasse.

## Schriften (Auswahl)
- Die französische Kurzschrift Prévost-Delaunay philologisch untersucht. Dissertation München 1930.
- Russische Verkehrsschrift (System Kennerknecht-Fuchs). Germersheim 1956.
- Vielsprachenkurzschrift Kennerknecht. Serbokroatische Verkehrsschrift System Kennerknecht-Ernst-Bäse (mit Hans-Jürgen Bäse und Helmut Ernst). Germersheim [1958 ?].
- Polnische Stenografie nach der deutschen Einheitskurzschrift (mit Hans-Jürgen Bäse). Germersheim 1961.
- Introductio in Stenographiam Latinam (mit Alphons Kloos). Darmstadt 1962.
- Stenographiae Latinae: exercitationes. Frankfurt am Main 1963.
- Chinese stenography (mit Gottfried Seher). Germersheim 1969.